# Mora de Rubielos
Mora de Rubielos település Spanyolországban, Teruel tartományban. Mora de Rubielos Albentosa, Sarrión, Valbona, Cabra de Mora, Alcalá de la Selva, Nogueruelas, Rubielos de Mora és San Agustín községekkel határos. Lakosainak száma 1618 fő (2024).

## Népesség
A település népessége az utóbbi években az alábbiak szerint változott:
| Lakosok száma | 1363 | 1433 | 1615 | 1756 | 1649 | 1612 | 1565 | 1548 | 1569 | 1618 |
|               | 2001 | 2004 | 2007 | 2009 | 2012 | 2014 | 2017 | 2019 | 2022 | 2024 |